# Big Bang (Big Bang-kislemez)
A Big Bang vagy más néven First Single a dél-koreai Big Bang együttes első kislemeze, mely 2006. augusztus 29-én jelent meg a YG Entertainment kiadásában. A lemezen egy feldolgozás is szerepel, a Maroon 5 This Love című dalához G-Dragon írt koreai nyelvű szöveget. A kislemez 36 420 példányban fogyott.

## Számlista
| 1.    | Intro (Put Your Hands Up)                                                 | G-Dragon                            | G-Dragon, Brave Brothers     | Brave Brothers               | 1:22 |
| 2.    | We Belong Together (feat. Pak Pom (Park Bom) Of 2NE1)                     | G-Dragon, T.O.P.                    | G-Dragon                     | G-Dragon, Teddy              | 3:58 |
| 3.    | A Fool's Only Tears (눈물뿐인 바보; Nunmulppunin pabo (Nunmulppunin Babo) | An Jongmin (An Young Min), G-Dragon | Cson Szungu (Jeon Seung Woo) | Cson Szungu (Jeon Seung Woo) | 4:03 |
| 4.    | This Love (G-Dragon szólódal)                                             | G-Dragon                            | G-Dragon, Maroon 5           | G-Dragon                     | 3:30 |
| 12:52 |                                                                           |                                     |                              |                              |      |